# Коаксіальний кабель

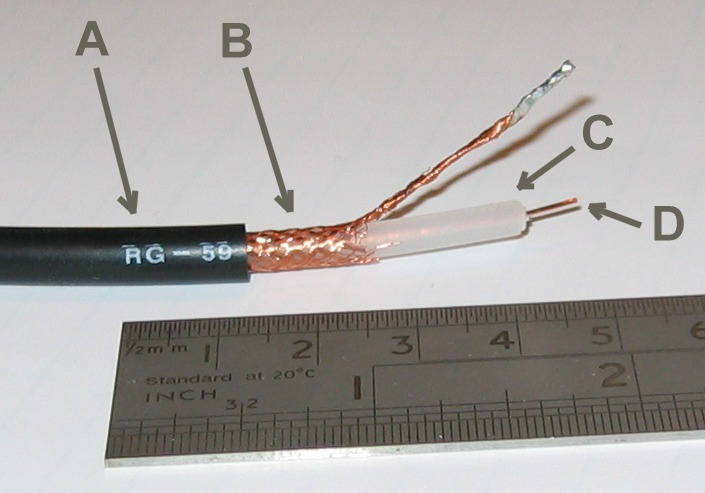
RG-59 коаксіальний кабель

Коаксіа́льний ка́бель (від англ. coaxial — співвісний) — електричний кабель із співвісними провідниками.

## Історія створення
- 1894 — Нікола Тесла запатентував електричний провідник для змінних струмів (№ 514167).
- 1929 — Ллойд Еспеншід (англ. Lloyd Espenschied) і Герман Еффель з AT & T Bell Telephone Laboratories запатентували перший сучасний коаксіальний кабель.
- 1936 — AT & T побудувала експериментальну телевізійну лінію передачі на коаксіальному кабелі, між Філадельфією і Нью-Йорком.
- 1936 — Перша телепередача по коаксіальному кабелю, з Берлінських Олімпійських Ігор у Лейпцигу.
- 1936 рік — Між Лондоном і Бірмінгемом, поштовою службою (тепер BT) прокладений кабель на 40 телефонних номерів. [2]
- 1941 рік — Перше комерційне використання системи L1 в США, компанією AT & T. Між Міннеаполісом (Міннесота) і Стівенс-Пойнт (Вісконсин) запущений ТБ-канал і 480 телефонних номерів.
- 1956 рік — Прокладена перша трансатлантична коаксіальна лінія, TAT-1.

## Застосування
Основне призначення коаксіального кабелю — передача сигналу в різних областях техніки:
- Системи зв'язку;
- Мовленнєві мережі;
- Комп'ютерні мережі;
- Антенно-фідерні системи;
- АСУ та інші виробничі та науково-дослідні технічні системи;
- Системи дистанційного управління, вимірювання та контролю;
- Системи сигналізації й автоматики;
- Системи об'єктивного контролю та відеоспостереження;
- Канали зв'язку різних радіоелектронних пристроїв мобільних об'єктів (суден, літальних апаратів тощо);
- Внутрішньоблокові та міжблочні зв'язку в складі радіоелектронної апаратури;
- Канали зв'язку у побутовій та аматорської техніці;
- Військова техніка та інші області спеціального застосування.

Крім каналізації сигналу, відрізки кабелю можуть використовуватися і для інших цілей:
- Кабельні лінії затримки;
- Чвертьхвильові трансформатори;
- Симетрувальні та узгоджувальні пристрої;
- Фільтри та формувачі імпульсу.

| Тип і застосування кабелів | Тип і застосування кабелів |
| -------------------------- | --- |
| RG-6                       | має більший діаметр в порівнянні з кабелем категорії RG-59, призначений для вищих частот, але може застосовуватися для широкосмугового передавання |
| RG-11                      | практично незамінний в тому випадку, коли потрібні передача даних на великі відстані (до 600 метрів). Застосовується для передачі цифрового й аналогового сигналу. Механічні, температурні та електричні характеристики дозволяють використовувати коаксіальний кабель RG-11 в кабельних трасах з несприятливими умовами експлуатації (підземні траси, повітряні лінії). Основною перевагою RG-11 є низький рівень загасання сигналу по кабелю. Цей тип коаксіального кабелю 75 Ом застосовується як розподільний кабель у внутрішніх системах абонентського і кабельного телебачення, як кабель зв'язку в системах супутникових антен, для передачі високочастотних сигналів у різній електронній апаратурі, трансмітерах і ресиверах, комп'ютерах, радіо та телевізійних передавачах. |
| RG-59                      | для широкосмугового передавання, для передавання сигналу в системах відеоспостереження |

## Принцип дії
Електромагнітне поле коаксіального кабелю зосереджене в просторі між провідниками струму, тобто зовнішнього поля немає, і тому втрати на випромінювання в навколишній до коаксіального кабелю простір практично відсутні. Оскільки зовнішній провідник одночасно служить електромагнітним екраном, що захищає електричне коло струму від впливів ззовні, коаксіальний кабель має високий завадозахист і має відносно малі втрати енергії сигналів, які передаються. Для радіоприйому використовується, як правило, кабель, що має хвильовий опір 50 Ом.

## Конструкція
Сучасний кабель складається з центрального провідника, оточеного шаром діелектрика, зовнішня поверхня якого покрита обплетенням або фольгою (другим провідником) і захисною оболонкою з пластику, що захищає кабель від дії навколишнього середовища.

## Типи коаксіального кабелю
- тонкий (thin) кабель, що має діаметр близько 0,5 см, більше гнучкий;
- товстий (thick) кабель, діаметром близько 1 см, значно твердіший. Він являє собою класичний варіант коаксіального кабелю, що уже майже повністю витиснутий сучасним тонким кабелем.

Тонкий кабель використовується для передачі на менші відстані, ніж товстий, оскільки сигнал у ньому загасає сильніше. Зате з тонким кабелем набагато зручніше працювати: його можна оперативно прокласти до кожного комп'ютера, а товстий вимагає твердої фіксації на стіні приміщення.
Підключення до тонкого кабелю (за допомогою рознімів BNC байонетного типу) простіше й не вимагає додаткового устаткування. А для підключення до товстого кабелю треба використовувати спеціальні досить дорогі пристрої, що проколюють його оболонки й установлюють контакт як із центральною жилою, так і з екраном. Товстий кабель приблизно вдвічі дорожчий, ніж тонкий, тому тонкий кабель застосовується набагато частіше.
Як і у випадку звитих пар, важливим параметром коаксіального кабелю є тип його зовнішньої оболонки. У цьому випадку застосовуються як non-plenum (PVC), так і plenum кабелі. Природно, тефлоновий кабель дорожчий полівінілхлоридного. Тип оболонки можна відрізнити за фарбуванням (наприклад, для PVC кабелю фірма Belden використовує жовтий колір, а для тефлонового — жовтогарячий).
Типові величини затримки поширення сигналу в коаксіальному кабелі становлять для тонкого кабелю близько 5 нс/м, а для товстого — близько 4,5 нс/м.
Існують варіанти коаксіального кабелю з подвійним екраном (один екран розташований усередині іншого й відділений від нього додатковим шаром ізоляції). Такі кабелі мають кращий захист від завад і прослуховування, але вони набагато дорожчі звичайних.

## Класифікація
За призначенням — для систем кабельного телебачення, для систем зв'язку, авіаційної, космічної техніки, комп'ютерних мереж, побутової техніки і т. д.
За хвильовим опором (хоча хвильовий опір кабелю може бути будь-яким), стандартними є п'ять значень за ГОСТ і три за міжнародним:
- 50 Ом — найпоширеніший тип, застосовується в різних галузях радіоелектроніки. Причиною вибору цього номіналу була, перш за все, можливість передавання радіосигналів з мінімальними втратами в кабелі, а також близькі до гранично досяжних електрична міцність і передана потужність (Ізюмова, Свиридов, 1975, стор 51-52);
- 75 Ом — поширений тип, застосовується переважно в телевізійній та відеотехніці (за добре співвідношення механічної міцності і собівартості і застосовується там, де потужності невеликі, а метраж великий; при цьому втрати в кабелі трохи вищі, ніж для 50 Ом);
- 100 Ом — застосовується рідко, в імпульсній техніці і для спеціальних цілей;
- 150 Ом — застосовується рідко, в імпульсній техніці і для спеціальних цілей, міжнародними стандартами не передбачений;
- 200 Ом — застосовується вкрай рідко, міжнародними стандартами не передбачений;
- Є й інші номінали, а також, є коаксіальні кабелі з ненормованим хвильовим опором: найбільше поширення вони одержали в аналоговій звукотехніці.

По діаметру ізоляції:
- Субмініатюрні — до 1 мм;
- Мініатюрні — 1,5-2,95 мм;
- Средньогабаритні — 3,7-11,5 мм;
- Великогабаритні — понад 11,5 мм.

За гнучкістю (стійкість до багаторазових перегинів і механічний момент вигину кабелю):
- Жорсткі;
- Напівтверді;
- Гнучкі;
- Особливо гнучкі.

За ступенем екранування:
- Із суцільним екраном: з екраном з металевої трубки

з екраном з лудженої оплітки
- Зі звичайним екраном

з одношаровою опліткою
з двох- та багатошаровою опліткою і з додатковими екрануючими шарами
- Випромінюють кабелі, що мають навмисно низьку (і контрольовану) ступінь екранування

## Хвильовий опір
Визначення хвильового опору коаксіального кабелю з відомих геометричних розмірах проводиться наступним чином.
Спочатку необхідно виміряти внутрішній діаметр D екрану, знявши захисну оболонку з кінця кабелю і загорнувши оплітку (зовнішній діаметр внутрішньої ізоляції). Потім вимірюють діаметр d центральної жили, знявши попередньо ізоляцію. Підставивши у формулу значення діелектричної проникності матеріалу внутрішньої ізоляції з програми і результат попередніх вимірювань, знаходять хвильовий опір кабелю.
Для цього необхідно з'єднати прямою лінією точки на шкалі «D / d» (відношення внутрішнього діаметра екрану і діаметра внутрішньої жили) і на шкалі «Е» (величини діелектричної проникності внутрішньої ізоляції кабелю). Точка перетину проведеної прямої зі шкалою «R» номограми відповідає шуканій величині хвильового опору кабелю.

## Допоміжні елементи коаксіального тракту
- Коаксіальні роз'єми — для підключення кабелів до пристроїв або їх зчленування між собою, іноді кабелі випускаються з виробництва до встановлених роз'ємами.
- Коаксіальні переходи — для зчленування між собою кабелів з непарними один одному роз'ємами.
- Коаксіальні трійники, спрямовані відгалужувачі і циркулятори — для розгалужень і відгалужень в кабельних мережах.
- Коаксіальні трансформатори — для узгодження по хвильовому опору при з'єднанні кабелю з пристроєм або кабелів між собою.
- Кінцеві і прохідні коаксіальні навантаження, як правило, узгоджені — для встановлення потрібних режимів хвилі в кабелі.
- Коаксіальні атенюатори — для ослаблення рівня сигналу в кабелі до необхідного значення.
- Ферритові вентилі — для поглинання зворотної хвилі в кабелі.
- Грозорозрядників на базі металевих ізоляторів чи газорозрядних пристроїв — для захисту кабелю і апаратури від атмосферних розрядів.
- Коаксіальні перемикачі, реле та електронні комутуючі коаксіальні пристрої — для комутації коаксіальних ліній.
- Коаксіально-хвилеводні і коаксіально-смуга переходи, симетрувальні пристрої — для стикування коаксіальних ліній з хвилеводними, смуга і симетричними двопровідними.
- Прохідні і кінцеві детекторні головки — для контролю високочастотного сигналу в кабелі за його огинаючої.

## Характеристики
Основними параметрами коаксіального кабелю є: хвильовий опір, коефіцієнт стоячої хвилі (КСХ), втрати в кабелі, електрична міцність і стійкість до зовнішніх впливів.
КСХ характеризує ступінь узгодження лінії передачі високочастотної енергії (коаксіального кабелю) з навантаженням. Ідеальний випадок, коли опір навантаження одно хвильовому опору кабелю. (Фактично КСХ завжди більше 1).
Електрична міцність коаксіального кабелю обмежується допустимим струмом, що проходить через центральний провідник. Для радіостанцій з потужністю передавального пристрою 25 Вт допускається використовувати кабелі з діаметром центрального провідника не менше 1 мм.
В процесі експлуатації коаксіальний кабель насамперед піддається впливу вологи і з часом може значно погіршити свої характеристики. Найстійкішими в цьому відношенні є напівтверді кабелі, суцільна зовнішня оболонка яких мало схильна до корозії і забезпечує абсолютну герметичність.